# الدوري الهولندي الممتاز 1889–90
الدوري الهولندي الممتاز 1889–90 (بالهولندية: Nederlands landskampioenschap voetbal 1889/90)‏ هو الموسم 2 من الدوري الهولندي الممتاز. أشرف على تنظيمه الاتحاد الملكي الهولندي لكرة القدم، وفاز فيه Koninklijke HFC ‏.